# Dirk Bockmühl
Dirk Paul Helmut Bockmühl (* 1972 in Wuppertal) ist ein deutscher Mikrobiologe und Hochschullehrer.

## Leben
Bockmühl verfasste eine Dissertation an der Universität Düsseldorf über krankheitsfördernde Mechanismen von Candida albicans. Anschließend arbeitete er in der Forschungsabteilung eines Waschmittelkonzerns.
2010 wurde er auf den Lehrstuhl für Hygiene und Mikrobiologie an der Hochschule Rhein-Waal in Kleve berufen.

## Schriften (Auswahl)
- Keim daheim – Alles über Bakterien, Pilze und Viren. Mit Illustrationen von Claire Lenkova. Droemer Taschenbuch, München 2018
- Regulation der Morphogenese des humanpathogenen Pilzes Candida albicans durch Komponenten eines cAMP-abhängigen Signalweges. Düsseldorf 2001 online